# Banco Europeo para la Reconstrucción y el Desarrollo

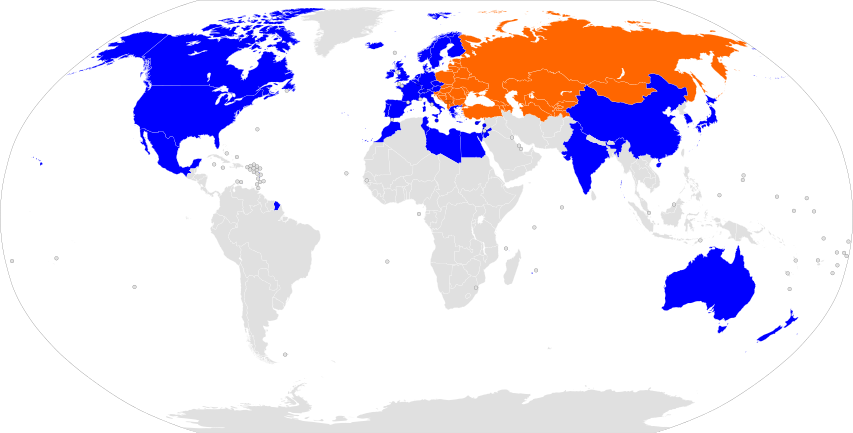
Estados miembros del Banco Europeo para la Reconstrucción y el Desarrollo
Miembros, solo financiación
Miembros, beneficiarios de las inversiones

El Banco Europeo para la Reconstrucción y el Desarrollo (BERD) (European Bank for Reconstruction and Development en inglés) es una institución financiera fundada en enero de 1990 con el objetivo de favorecer la transición a una economía de mercado y promover la iniciativa privada en los países excomunistas de Europa Oriental.
Fue inaugurado en abril de 1991 en Londres, donde se encuentra su sede. La ceremonia de inauguración contó con la asistencia de 41 representantes de gobiernos correspondientes a los miembros que formaban parte inicialmente de esta institución: Australia, Canadá, Corea del Sur, Egipto, los estados de la Unión Europea, Estados Unidos, Israel, Japón, Marruecos, México y Nueva Zelanda.
Participan también el Banco Europeo de Inversiones y la Comisión Europea, ambos en representación de la Unión Europea.
El banco proporciona financiación a bancos, empresas y administraciones públicas. También colabora con empresas públicas para apoyar su privatización y reestructuración. De acuerdo con los estatutos del banco, este solo colabora con países democráticos; además, debe promocionar el desarrollo sostenible.

### Presidentes del BERD
Los presidentes del BERD han sido:
- Abril de 1991 - junio de 1993: Jacques Attali (francés)
- Septiembre de 1993 - enero de 1998: Jacques de Larosière (francés)
- Septiembre de 1998 - abril de 2000: Horst Köhler (alemán)
- Julio de 2000 - julio de 2008: Jean Lemierre (francés)
- Julio de 2008 - 2012: Thomas Mirow (alemán)
- Suma Chakrabarti (2012 - 2020)
- Odile Renaud-Basso (2020 - presente)

### Accionistas
| Accionista                            | Fecha en la que se unió  | capital suscrito |
| ------------------------------------- | ------------------------ | ---------------- |
| Bandera de Albania                    | 18 de diciembre de 1991  | € 30010000       |
| Bandera de Argelia                    | 19 de octubre de 2021    | € 2030000        |
| Bandera de Armenia                    | 7 de diciembre de 1992   | € 14990000       |
| Bandera de Australia                  | 30 de marzo de 1991      | € 300140000      |
| Bandera de Austria                    | 28 de marzo de 1991      | € 684320000      |
| Bandera de Azerbaiyán                 | 25 de septiembre de 1992 | € 30020000       |
| Bandera de Bielorrusia                | 10 de junio de 1992      | € 60020000       |
| Bandera de Bélgica                    | 10 de abril de 1991      | € 684320000      |
| Bandera de Bosnia y Herzegovina       | 17 de junio de 1996      | € 50710000       |
| Bandera de Bulgaria                   | 28 de marzo de 1991      | € 237110000      |
| Bandera de Canadá                     | 28 de marzo de 1991      | € 1020490000     |
| Bandera de la República Popular China | 15 de enero de 2016      | € 29000000       |
| Bandera de Croacia                    | 15 de abril de 1993      | € 109420000      |
| Bandera de Chipre                     | 28 de marzo de 1991      | € 30010000       |
| Bandera de República Checa            | 1 de enero de 1993       | € 256110000      |
| Bandera de Dinamarca                  | 28 de marzo de 1991      | € 360170000      |
| Bandera de Egipto                     | 28 de marzo de 1991      | € 21010000       |
| Bandera de Estonia                    | 28 de febrero de 1992    | € 30010000       |
| European Investment Bank              | 28 de marzo de 1991      | € 900440000      |
| Bandera de Unión Europea              | 28 de marzo de 1991      | € 900440000      |
| Bandera de Finlandia                  | 28 de marzo de 1991      | € 375180000      |
| Bandera de Francia                    | 28 de marzo de 1991      | € 2556510000     |
| Bandera de Georgia                    | 4 de septiembre de 1992  | € 30010000       |
| Bandera de Alemania                   | 28 de marzo de 1991      | € 2556510000     |
| Bandera de Grecia                     | 29 de marzo de 1991      | € 195080000      |
| Bandera de Hungría                    | 28 de marzo de 1991      | € 237110000      |
| Bandera de Islandia                   | 29 de mayo de 1991       | € 30010000       |
| Bandera de la India                   | 11 de julio de 2018      | € 9860000        |
| Bandera de Irlanda                    | 28 de marzo de 1991      | € 90040000       |
| Bandera de Israel                     | 28 de marzo de 1991      | € 195080000      |
| Bandera de Italia                     | 28 de marzo de 1991      | € 2556510000     |
| Bandera de Japón                      | 2 de abril de 1991       | € 2556510000     |
| Bandera de Jordania                   | 29 de diciembre de 2011  | € 9860000        |
| Bandera de Kazajistán                 | 27 de julio de 1992      | € 69020000       |
| Bandera de Kosovo                     | 17 de diciembre de 2012  | € 5800000        |
| Bandera de Kirguistán                 | 5 de junio de 1992       | € 21010000       |
| Bandera de Letonia                    | 18 de marzo de 1992      | € 30010000       |
| Bandera de Líbano                     | 17 de julio de 2017      | € 9860000        |
| Bandera de Libia                      | 16 de julio de 2019      | € 9860000        |
| Bandera de Liechtenstein              | 28 de marzo de 1991      | € 5990000        |
| Bandera de Lituania                   | 5 de marzo de 1992       | € 30010000       |
| Bandera de Luxemburgo                 | 28 de marzo de 1991      | € 60020000       |
| Bandera de Malta                      | 28 de marzo de 1991      | € 2100000        |
| Bandera de México                     | 28 de marzo de 1991      | € 45010000       |
| Bandera de Moldavia                   | 5 de mayo de 1992        | € 30010000       |
| Bandera de Mongolia                   | 9 de octubre de 2000     | € 2990000        |
| Bandera de Montenegro                 | 3 de junio de 2006       | € 5990000        |
| Bandera de Marruecos                  | 28 de marzo de 1991      | € 24640000       |
| Bandera de los Países Bajos           | 28 de marzo de 1991      | € 744350000      |
| Bandera de Nueva Zelanda              | 19 de agosto de 1991     | € 10500000       |
| Bandera de Macedonia del Norte        | 21 de abril de 1993      | € 17620000       |
| Bandera de Noruega                    | 28 de marzo de 1991      | € 375180000      |
| Bandera de Polonia                    | 28 de marzo de 1991      | € 384180000      |
| Bandera de Portugal                   | 5 de abril de 1991       | € 126050000      |
| Bandera de Rumania                    | 28 de marzo de 1991      | € 144070000      |
| Bandera de Rusia                      | 9 de abril de 1992       | € 1200580000     |
| Bandera de San Marino                 | 7 de junio de 2019       | € 2030000        |
| Bandera de Serbia                     | 19 de enero de 2001      | € 140310000      |
| Bandera de Eslovaquia                 | 1 de enero de 1993       | € 128070000      |
| Bandera de Eslovenia                  | 23 de diciembre de 1992  | € 62950000       |
| Bandera de Corea del Sur              | 28 de marzo de 1991      | € 300140000      |
| Bandera de España                     | 28 de marzo de 1991      | € 1020490000     |
| Bandera de Suecia                     | 28 de marzo de 1991      | € 684320000      |
| Bandera de Suiza                      | 29 de marzo de 1991      | € 684320000      |
| Bandera de Tayikistán                 | 16 de octubre de 1992    | € 21010000       |
| Bandera de Túnez                      | 29 de diciembre de 2011  | € 9860000        |
| Bandera de Turquía                    | 28 de marzo de 1991      | € 345150000      |
| Bandera de Turkmenistán               | 1 de junio de 1992       | € 2100000        |
| Bandera de Ucrania                    | 13 de abril de 1992      | € 240110000      |
| Bandera de Emiratos Árabes Unidos     | 23 de septiembre de 2021 | € 2030000        |
| Bandera del Reino Unido               | 28 de marzo de 1991      | € 2556510000     |
| Bandera de Estados Unidos             | 28 de marzo de 1991      | € 3001480000     |
| Bandera de Uzbekistán                 | 30 de abril de 1992      | € 44120000       |
| Total 71+2                            | (28 de marzo de 1991)    | € 29748890000    |

## Críticas
Diversas ONGs han criticado al BERD por la falta de progresos que realiza en su misión principal, la "transición hacia una economía de mercado abierta y democrática".

### Proyectos perjudiciales para el medio ambiente
Algunas ONGs han criticado al BERD por financiar proyectos que consideran perjudiciales para el medio ambiente y la sociedad. Aunque en los últimos años ha aumentado sus inversiones en eficiencia energética y energía sostenible, estas ONG consideran que el banco sigue disminuyendo los impactos de las inversiones verdes al financiar desarrollos intensivos en carbono como la producción de carbón, petróleo y gas, transporte y generación, autopistas y aeropuertos. Entre los proyectos impugnados están la Central eléctrica de Ombla en Croacia, la mina de oro de Kumtor en Kirguistán, y la Šoštanj lignito en Eslovenia.

### Los Balcanes
Las actividades del BERD en los Balcanes han suscitado especial controversia y crítica, especialmente cuando se han centrado en parques nacionales o ríos de curso libre. Esto ha implicado a menudo la construcción actualizada o propuesta de presas hidroeléctricas e infraestructuras viarias. De hecho, un informe de 2017 denunció deficiencias en las medidas de supervisión y mitigación que se habían diseñado para disminuir el impacto ambiental de los proyectos de presas financiados por el BERD, mientras que, en marzo de 2018, la marca de ropa outdoor Patagonia ayudó a lanzar la campaña The Dam Truth, que pide directamente a los bancos internacionales, incluido el BERD, que "dejen de invertir en la destrucción de los últimos ríos salvajes de Europa".
En 2011, el BERD aprobó un préstamo de 65 millones de euros a ELEM, la empresa de electricidad de la Macedonia, para la construcción de una presa en la central hidroeléctrica de Boškov Most. El Comité Permanente del Convenio de Berna solicitó la suspensión inmediata del proyecto, en referencia a la alta biodiversidad de la zona y a su importancia como área central de reproducción del lince de los Balcanes, uno de los mamíferos más amenazados del planeta. En enero de 2017, el banco canceló el préstamo alegando que "no se cumplían las condiciones para el desembolso".
De nuevo en Macedonia del Norte, el BERD fue criticado por los ecologistas después de que se anunciaran los planes para dividir el Parque Nacional Galičica en la Reserva de la Biosfera Transfronteriza Ohrid-Prespa de la UNESCO con una vía rápida A3, lo que habría obligado a rebajar ciertas zonas de protección del parque nacional. Científicos de Macedonia del Norte y de otros sitios firmaron una declaración en oposición a este y otros proyectos propuestos para la región de Ohrid-Prespa, un mensaje que fue reforzado por una misión conjunta de supervisión reactiva del Centro del Patrimonio Mundial, ICOMOS y la UICN, que solicitó la cancelación total de los tramos de carretera A3 propuestos. Esta recomendación fue subrayada por el Comité del Patrimonio Mundial en su 41.ª sesión en Cracovia. Finalmente, en febrero de 2018, la República de Macedonia del Norte abandonó los planes para la carretera, redirigiendo los fondos del BERD a otros proyectos de infraestructura.

### Sanciones de 2014 contra Rusia
El BERD anunció el 23 de julio de 2014 que suspendería nuevos proyectos de inversión en Rusia, tras una declaración anterior del Consejo Europeo. La declaración del Consejo Europeo se realizó en el contexto de los disturbios prorrusos de 2014 en Ucrania. a partir de 2014 Rusia ha sido el mayor receptor de fondos de todos los países. En 2013, la Federación Rusa recibió 1800 millones de euros para inversiones del BERD y 1000 millones del BEI. Rusia empleó los fondos para financiar diversos proyectos, como válvulas de oleoductos, adquisiciones de propiedades y un préstamo a una cadena de hipermercados. Dos proyectos rusos estaban pendientes de financiación por parte del BERD: un plan de 300 millones de euros para promover la eficiencia energética y un préstamo de 180 millones de dólares para el arrendamiento de equipos agrícolas y forestales. El banco declaró que seguirá gestionando los proyectos en curso en Rusia. A pesar de negar a Rusia nuevos fondos, el BERD sigue insistiendo en su 6,1% de participación en la Bolsa de Moscú, buscando beneficios de Rusia con la Privatización de la economía soviética.

### Proyectos perjudiciales para el medio ambiente
Algunas ONG han criticado al BERD por financiar proyectos que consideran perjudiciales para el medio ambiente y la sociedad. Aunque en los últimos años ha aumentado sus inversiones en eficiencia energética y energía sostenible, estas ONG consideran que el banco sigue disminuyendo los impactos de las inversiones verdes al financiar desarrollos intensivos en carbono como la producción de carbón, petróleo y gas, el transporte y la generación, las autopistas y los aeropuertos. Entre los proyectos impugnados están la Central eléctrica de Ombla en Croacia, la mina de oro de Kumtor en Kirguistán, y la mina Šoštanj de lignito en Eslovenia.